# Miller Motorsports Park
Il Miller Motorsport Park è un circuito motoristico situato a Tooele in Utah, non distante da Salt Lake City.
I tracciati disponibili sono quattro: West Course, East Course, Outer Course e Full Course.
Generalmente viene utilizzato il Full Course e l'eccezione più famosa è il campionato mondiale Superbike, che ha disputato le proprie gare sull'Outer Course per differenziarsi dall'AMA Superbike Championship.